# Deutsche Fechtmeisterschaften 2002
Bei den Deutschen Fechtmeisterschaften 2002 wurden Einzel- und Mannschaftswettbewerbe in den Disziplinen Degen, Florett und Säbel ausgetragen. Sie wurden vom Deutschen Fechter-Bund organisiert. Da es im Einzel kein Gefecht um den dritten Platz gab, teilten sich diesen die beiden Halbfinalisten.

## Herren

### Florett (Einzel)
| Platz | Sportler        | Verein                |
| ----- | --------------- | --------------------- |
| 1     | Ralf Bißdorf    | Heidenheimer SB       |
| 2     | Peter Joppich   | FG Koblenz            |
| 3     | André Weßels    | FC Tauberbischofsheim |
| 3     | Jan-Simon Senft | OFC Bonn              |

### Florett (Mannschaft)
| Platz | Verein                | Sportler |
| ----- | --------------------- | -------- |
| 1     | FC Tauberbischofsheim |          |
| 2     | FG Koblenz            |          |
| 3     | Heidenheimer SB       |          |

### Degen (Einzel)
| Platz | Sportler         | Verein                  |
| ----- | ---------------- | ----------------------- |
| 1     | Jörg Fiedler     | FC Tauberbischofsheim   |
| 2     | Wolfgang Reich   | Heidenheimer SB         |
| 3     | Alexander Nemeth | TSV Bayer 04 Leverkusen |
| 3     | Cyrill Hornuss   | TSV Bayer 04 Leverkusen |

### Degen (Mannschaft)
| Platz | Verein                | Sportler |
| ----- | --------------------- | -------- |
| 1     | FC Tauberbischofsheim |          |
| 2     | Heidenheimer SB       |          |
| 3     | SC Berlin             |          |

### Säbel (Einzel)
| Platz | Sportler        | Verein                |
| ----- | --------------- | --------------------- |
| 1     | Alexander Weber | FC Tauberbischofsheim |
| 2     | Matthias Grimm  | FC Tauberbischofsheim |
| 3     | Steven Bauer    | FG Koblenz            |
| 3     | Harald Stehr    | TSG Eislingen         |

### Säbel (Mannschaft)
| Platz | Verein                | Sportler |
| ----- | --------------------- | -------- |
| 1     | FC Tauberbischofsheim |          |
| 2     | OFC Bonn              |          |
| 3     | Fechtclub Offenbach   |          |

## Damen

### Florett (Einzel)
| Platz | Sportler     | Verein                |
| ----- | ------------ | --------------------- |
| 1     | Rita König   | FC Tauberbischofsheim |
| 2     | Sabine Bau   | FC Tauberbischofsheim |
| 3     | Simone Bauer | FC Tauberbischofsheim |
| 3     | Anja Müller  | FC Tauberbischofsheim |

### Florett (Mannschaft)
| Platz | Verein                | Sportler |
| ----- | --------------------- | -------- |
| 1     | FC Tauberbischofsheim |          |
| 2     | SC Berlin             |          |
| 3     | TSV Bayer Dormagen    |          |

### Degen (Einzel)
| Platz | Sportler         | Verein                  |
| ----- | ---------------- | ----------------------- |
| 1     | Imke Duplitzer   | Heidenheimer SB         |
| 2     | Britta Heidemann | TSV Bayer 04 Leverkusen |
| 3     | Jutta Hoffmann   | OFC Bonn                |
| 3     | Katja Nass       | Fechtclub Offenbach     |

### Degen (Mannschaft)
| Platz | Verein          | Sportler |
| ----- | --------------- | -------- |
| 1     | Heidenheimer SB |          |
| 2     | FG Koblenz      |          |
| 3     | TSG Eislingen   |          |

### Säbel (Einzel)
| Platz | Sportler         | Verein                |
| ----- | ---------------- | --------------------- |
| 1     | Sandra Benad     | TSG Eislingen         |
| 2     | Sibylle Klemm    | TSG Eislingen         |
| 3     | Susanne König    | FC Tauberbischofsheim |
| 3     | Stefanie Kubissa | TSV Bayer Dormagen    |

### Säbel (Mannschaft)
| Platz | Verein             | Sportler                                              |
| ----- | ------------------ | ----------------------------------------------------- |
| 1     | TSG Eislingen      | Sandra Benad Siobhan Byrne Diana Maier Julia Pressmar |
| 2     | FC Göppingen       |                                                       |
| 3     | TSV Bayer Dormagen |                                                       |